# Andrés Paleólogo (hijo de Manuel Paleólogo)
Andrés Paleólogo (en griego: Ἀνδρέας Παλαιολόγος; fl. 1520), fue hijo de Manuel Paleólogo. Es probable que Andrés recibiera su nombre en honor a su tío, el hermano de Manuel, Andrés Paleólogo. El padre de Andrés había regresado del exilio bajo la protección del papado a Constantinopla en 1476 y había sido generosamente provisto por Mehmed II del Imperio otomano, quien había conquistado la ciudad a los parientes de Manuel en 1453. Aunque su padre permaneció cristiano hasta su muerte en algún momento antes de 1512, Andrés se convirtió al islam y sirvió como funcionario de la corte otomana bajo el nombre de Mehmed Pasha. Fue el último miembro cierto de la rama imperial de la dinastía Paleólogo.